# Zimcerla Dorsa
Gli Zimcerla Dorsa sono una struttura geologica della superficie di Venere.